# My Years With UFO
マイケル・シェンカーがUFOのメンバーとして制作した最初のスタジオアルバムである『Phenomenon』（1974年）から50年を記念して制作された作品。
収録曲は基本的に1979年発表のライブアルバムである『Strangers In The Night』に準じており、収録順もほぼそれを踏襲している。

## 収録曲
1. Natural Thing (feat. ディー・スナイダー&ジョエル・ホークストラ)
2. Only You Can Rock Me (feat. ジョーイ・テンペスト&ロジャー・グローヴァー)
3. Doctor, Doctor (feat. ジョー・リン・ターナー&カーマイン・アピス)
4. Mother Mary (feat. スラッシュ&エリック・グロンウォール)
5. This Kids (feat. ビフ・バイフォード)
6. Love to Love (feat. アクセル・ローズ)
7. Lights Out (feat. ジェフ・スコット・ソート&ジョン・ノーラム)
8. Rock Bottom (feat. カイ・ハンセン)
9. Too Hot to Handle (feat. ジョー・リン・ターナー、エイドリアン・ヴァンデンバーグ&カーマイン・アピス)
10. Let It Roll (feat. マイケル・フォス)
11. Shoot, Shoot (feat. スティーヴン・パーシー)

## メンバー
- マイケル・シェンカー（ギター）
- バリー・スパークス（ベース）
- デレク・シェリニアン（キーボード）
- ブライアン・ティッシー（ドラムス）

## ゲスト・ミュージシャン
- アクセル・ローズ（ガンズ・アンド・ローゼズ）
- スラッシュ（ガンズ・アンド・ローゼズ）
- カイ・ハンセン（ハロウィン、ガンマ・レイ）
- ロジャー・グローヴァー（ディープ・パープル）
- ジョーイ・テンペスト（ヨーロッパ）
- ビフ・バイフォード（サクソン）
- ジェフ・スコット・ソート（元ライジング・フォース）
- ジョン・ノーラム（ヨーロッパ）
- ディー・スナイダー（トゥイステッド・シスター）
- ジョエル・ホークストラ（ホワイトスネイク）
- ジョー・リン・ターナー（元レインボー）
- カーマイン・アピス（バニラ・ファッジ）
- エイドリアン・ヴァンデンバーグ（元ホワイトスネイク）
- スティーヴン・パーシー（ラット）
- エリック・グロンウォール（元スキッド・ロウ）
- マイケル・フォス（レスマン/フォス）